# Ballana diutia
Ballana diutia är en insektsart som beskrevs av Delong 1937. Ballana diutia ingår i släktet Ballana och familjen dvärgstritar. Inga underarter finns listade i Catalogue of Life.